# Zorzines astrigera
Zorzines astrigera är en fjärilsart som beskrevs av Inoue 1993. Zorzines astrigera ingår i släktet Zorzines och familjen nattflyn. Inga underarter finns listade i Catalogue of Life.